# Stefano Perugini
Stefano Perugini (Viterbo, 10 settembre 1974) è un pilota motociclistico italiano.

## Carriera
Il primo risultato di rilievo della carriera di Perugini da motociclista professionista è stato nel 1992 con la vittoria del campionato Italiano Sport Production, per poi vincere nel 1993 il campionato Italiano Velocità nella classe 125 con un'Aprilia; anche in campo internazionale registra il primo risultato di rilievo nello stesso anno, ottenendo il titolo nel campionato Europeo Velocità.
Nello stesso anno ottiene anche una wild card per esordire nel motomondiale in occasione del Gran Premio motociclistico d'Italia dove taglia il traguardo in 25ª posizione.
Nel motomondiale 1994 disputa la sua prima stagione completa in sella ad una Aprilia, concludendo 7º, ottenendo due secondi posti (Germania e Stati Uniti) e due terzi posti (Repubblica Ceca e Argentina) e ottenendo complessivamente 106 punti nella classifica mondiale.
Nella stagione 1995 corre con l'Aprilia, giungendo 6º, con quattro secondi posti (Malesia, Spagna, Italia e Gran Bretagna) e due pole position (Gran Bretagna e Brasile).
Nel 1996 giunge 6º a bordo di un'Aprilia, con tre vittorie (Malesia, Francia e Gran Bretagna) e un secondo posto in Germania.
Nel 1997 passa a competere nella classe 250 senza cambiare casa motociclistica e termina 9º; nel motomondiale 1998 passa invece ad una Honda NSR 250 del team Castrol 250 giungendo al 7º posto in classifica, con due terzi posti (Gran Bretagna e Imola). Nel 1999 passa al team Fila Watches Honda e conclude invece la stagione al 5º posto, con un terzo posto in Francia.
Nel 2001 torna in classe 125 a bordo di una Italjet, terminando 21º; l'anno seguente si classifica 17º.
Nel 2003 passa all'Aprilia RS 125 R del team Abruzzo Racing, lottando per il mondiale ma, complice un calo nella seconda parte di stagione giunge 4º, con due vittorie (Giappone e Germania), un secondo posto in Repubblica Ceca, un terzo posto in Gran Bretagna due pole position (Gran Bretagna e Germania).
Nel 2004 passa alla guida della Gilera 125 GP del team Metis Gilera Racing, concludendo solo 24º. A trent'anni, non avendo trovato un ingaggio per la stagione successiva, decide di ritirarsi. 

## Risultati nel motomondiale

### Classe 125
| 1993 | Classe | Moto    |  |  |  |  |  |  |  |  |  |  |  |    |  |  |  |  | Punti | Pos. |
| ---- | ------ | ------- |  |  |  |  |  |  |  |  |  |  |  | -- |  |  |  |  | ----- | ---- |
| 1993 | 125    | Aprilia |  |  |  |  |  |  |  |  |  |  |  | 25 |  |  |  |  | 0     |      |

| 1994 | Classe | Moto    |    |     |    |    |   |   |     |     |   |   |   |   |   |     |  |  | Punti | Pos. |
| ---- | ------ | ------- | -- | --- | -- | -- | - | - | --- | --- | - | - | - | - | - | --- |  |  | ----- | ---- |
| 1994 | 125    | Aprilia | NC | Rit | 19 | 12 | 6 | 5 | Rit | Rit | 7 | 2 | 3 | 2 | 3 | Rit |  |  | 106   | 7º   |

| 1995 | Classe | Moto    |   |   |     |   |   |   |   |   |   |     |     |     |    |  |  |  | Punti | Pos. |
| ---- | ------ | ------- | - | - | --- | - | - | - | - | - | - | --- | --- | --- | -- |  |  |  | ----- | ---- |
| 1995 | 125    | Aprilia | 6 | 2 | Rit | 2 | 4 | 2 | 7 | 6 | 2 | Rit | Rit | Rit | 10 |  |  |  | 118   | 6º   |

| 1996 | Classe | Moto    |   |   |    |   |     |   |    |   |   |     |    |     |     |   |     |  | Punti | Pos. |
| ---- | ------ | ------- | - | - | -- | - | --- | - | -- | - | - | --- | -- | --- | --- | - | --- |  | ----- | ---- |
| 1996 | 125    | Aprilia | 1 | 8 | 12 | 7 | Rit | 1 | 13 | 2 | 1 | Rit | 14 | Rit | Rit | 9 | Rit |  | 128   | 6º   |

| 2001 | Classe | Moto    |     |    |    |     |     |    |    |     |    |     |     |    |     |    |    |     | Punti | Pos. |
| ---- | ------ | ------- | --- | -- | -- | --- | --- | -- | -- | --- | -- | --- | --- | -- | --- | -- | -- | --- | ----- | ---- |
| 2001 | 125    | Italjet | Rit | 11 | 12 | Rit | Rit | 11 | 12 | Rit | 16 | Rit | Rit | 12 | Rit | 16 | 13 | Rit | 25    | 21º  |

| 2002 | Classe | Moto    |    |    |    |     |    |    |     |    |     |    |     |   |    |     |    |     | Punti | Pos. |
| ---- | ------ | ------- | -- | -- | -- | --- | -- | -- | --- | -- | --- | -- | --- | - | -- | --- | -- | --- | ----- | ---- |
| 2002 | 125    | Italjet | 11 | 24 | 16 | Rit | 15 | 13 | Rit | 11 | Rit | 18 | Rit | 6 | 20 | Rit | 12 | Rit | 28    | 17º  |

| 2003 | Classe | Moto    |   |     |   |   |   |   |   |   |   |   |     |   |   |     |     |    | Punti | Pos. |
| ---- | ------ | ------- | - | --- | - | - | - | - | - | - | - | - | --- | - | - | --- | --- | -- | ----- | ---- |
| 2003 | 125    | Aprilia | 1 | Rit | 5 | 7 | 7 | 5 | 5 | 3 | 1 | 2 | Rit | 7 | 4 | Rit | Rit | 13 | 162   | 4º   |

| 2004 | Classe | Moto   |    |    |     |     |    |    |    |    |    |    |    |     |    |     |     |     | Punti | Pos. |
| ---- | ------ | ------ | -- | -- | --- | --- | -- | -- | -- | -- | -- | -- | -- | --- | -- | --- | --- | --- | ----- | ---- |
| 2004 | 125    | Gilera | 17 | 23 | Rit | Rit | 22 | 14 | 22 | 15 | 11 | 17 | 10 | Rit | 16 | Rit | Rit | Rit | 14    | 24º  |

| Legenda | 1º posto        | 2º posto            | 3º posto            | A punti      | Senza punti        | Grassetto – Pole position Corsivo – Giro più veloce |
| Legenda | Gara non valida | Non qual./Non part. | Ritirato/Non class. | Squalificato | '-' Dato non disp. | Grassetto – Pole position Corsivo – Giro più veloce |

### Classe 250
| 1997 | Classe | Moto    |     |     |   |   |   |     |   |     |     |   |   |   |     |   |   |  | Punti | Pos. |
| ---- | ------ | ------- | --- | --- | - | - | - | --- | - | --- | --- | - | - | - | --- | - | - |  | ----- | ---- |
| 1997 | 250    | Aprilia | Rit | Rit | 6 | 7 | 6 | Rit | 5 | Rit | Rit | 6 | 7 | 7 | Rit | 8 | 7 |  | 85    | 9º   |

| 1998 | Classe | Moto  |    |   |   |   |   |     |     |   |     |    |   |   |   |     |  |  | Punti | Pos. |
| ---- | ------ | ----- | -- | - | - | - | - | --- | --- | - | --- | -- | - | - | - | --- |  |  | ----- | ---- |
| 1998 | 250    | Honda | 12 | 6 | 7 | 5 | 5 | Rit | Rit | 3 | Rit | 11 | 3 | 6 | 6 | Rit |  |  | 102   | 7º   |

| 1999 | Classe | Moto  |   |     |   |   |   |   |   |   |   |   |   |   |   |   |   |   | Punti | Pos. |
| ---- | ------ | ----- | - | --- | - | - | - | - | - | - | - | - | - | - | - | - | - | - | ----- | ---- |
| 1999 | 250    | Honda | 9 | Rit | 8 | 3 | 8 | 7 | 8 | 5 | 5 | 6 | 4 | 5 | 7 | 7 | 5 | 6 | 151   | 5º   |

| Legenda | 1º posto        | 2º posto            | 3º posto            | A punti      | Senza punti        | Grassetto – Pole position Corsivo – Giro più veloce |
| Legenda | Gara non valida | Non qual./Non part. | Ritirato/Non class. | Squalificato | '-' Dato non disp. | Grassetto – Pole position Corsivo – Giro più veloce |